# Государственная премия Украины в области образования
Государственная премия Украины в области образования (укр. Державна премія України в галузі освіти) — государственная награда Украины, установленная для награждения за выдающиеся достижения в области образования в номинациях:
- дошкольное и внешкольное образование;
- общее среднее образование;
- профессионально-техническое образование;
- высшее образование;
- научные достижения в области образования.

## История награды
21 сентября 2006 года Верховная Рада Украины по представлению Кабинета Министров Украины, в котором соответствующие предложения были подготовлены гуманитарным вице-премьером Д.В. Табачником, приняла Закон Украины № 169-V «Про внесение изменений в Закон Украины „О государственных наградах Украины“», которым были учреждены государственные награды Украины — почётное звание «Народный учитель Украины» и Государственная премия Украины в области образования.
Однако до 2010 года данный Закон в полной мере реализован не был. Только 30 сентября 2010 года, по предложению Министра образования и науки, молодёжи и спорта Украины Д.В. Табачника, Указом Президента Украины В. Ф. Януковича № 929/2010 «Про Государственную премию Украины в области образования» при Президенте Украины образован Комитет по Государственной премии Украины в области образования как вспомогательный орган, обеспечивающий осуществление Президентом полномочий по награждению премией; утверждено Положение о премии, Положение о Комитете, персональный состав Комитета. Председателем комитета назначен министр образования и науки, молодёжи и спорта Украины Д. В. Табачник. Председателю Комитета было поручено подать в месячный срок предложения относительно описания и образцов Диплома и Почётного знака лауреата премии.
7 февраля 2011 года Указом Президента Украины № 180/2011 «О Дипломе и Почётном знаке лауреата Государственной премии Украины в области образования» были утверждены соответствующие описания, разработанные лично Д.В. Табачником как наиболее известным специалистом в области геральдики, фалеристики и наградной системы Украины,.

### Награждения
- 30 сентября 2011 года Указом Президента Украины № 960/2011 впервые присуждены Государственные премии Украины в области образования (2011 года)[3].
- 6 октября 2012 года Указом Президента Украины № 583/2012 присуждены Государственные премии Украины в области образования 2012 года.[4]
- 21 ноября 2012 года министр образования и науки, молодёжи и спорта Украины Д. В. Табачник торжественно вручил Государственные премии в области образования лауреатам 2012 года.[5] Это первое вручение премии, но вторым по очереди лауреатам.
- 30 ноября 2012 года заместитель директора Института инновационных технологий и содержания образования Министерства образования и науки, молодёжи и спорта Украины К. М. Левковский вручил нагрудные знаки и дипломы лауреатам 2011 года.
- 4 октября 2013 года Указом Президента Украины № 543/2013 присуждены Государственные премии Украины в области образования 2013 года.[6]

## Положение о премии
- Государственная премия Украины в области образования является государственной наградой Украины, которая присуждается гражданам Украины за выдающиеся достижения в области образования в номинациях:
  - дошкольное и внешкольное образование — за выдающиеся достижения в разработке и внедрении современных образовательных методик, технологий, лучшего педагогического опыта в области дошкольного образования, в том числе за создание пособий, детской литературы, отвечающих современным требованиям и способствующих эффективному воспитанию детей, овладению ими знаниями, умениями, навыками, за достижения в разработке и внедрении в систему деятельности внешкольного учреждения оригинальной воспитательной системы с высоким результатом воспитательного влияния на обучение, развитие и социализацию детей, в том числе за учебно-методические работы в области внешкольного образования;
  - общее среднее образование — за выдающиеся достижения в разработке и внедрении современных образовательных методик, технологий, лучшего педагогического опыта в области общего среднего образования, в том числе за создание учебников, учебно-методической литературы, соответствующих современным требованиям и способствующих эффективному овладению знаниями;
  - профессионально-техническое образование — за выдающиеся достижения в разработке и внедрении новейших технологий обучения и производства, способствующих развитию профессионально-технического образования и подготовке квалифицированных рабочих кадров и младших специалистов, в том числе за создание учебников, соответствующих требованиям современных технологий производства, способствующих эффективному усвоению учащимися знаний, приобретению ими умений и навыков, обеспечивающих качественный уровень профессионально-технического образования;
  - высшее образование — за выдающиеся достижения в деятельности, открывающие новые направления в развитии педагогики высшей школы, научно-теоретические, прикладные достижения в модернизации содержания высшего образования, педагогическое мастерство во внедрении новейших разработок в образовательную деятельность, создание эффективных технологий обучения и воспитания в высших учебных заведениях, разработку и внедрение информационных технологий в учебный процесс высшей школы, а также за значительный вклад в научное обеспечение процесса интеграции отечественного образования в европейское и мировое образовательное пространство;
  - научные достижения в области образования — за выдающиеся достижения в научных исследованиях по педагогике, психологии, теории образования, способствующие дальнейшему развитию педагогической науки, положительно влияющие на общественный прогресс и интеллектуальное развитие, утверждающие высокий авторитет отечественной науки в области образования в мире.
- Ежегодно присуждается пять Государственных премий, по одной в каждой номинации.
- Награждение (присуждение) Государственной премией производится указом Президента Украины.
- Комитет по Государственной премии Украины в области образования принимает решение относительно кандидатов (коллективов) на присуждение Государственной премии путём тайного голосования и вносит ежегодно до 15 сентября на рассмотрение Президенту Украины предложения относительно кандидатов (коллективов) на присуждение Государственной премии в каждой номинации.
  - При принятии решения по кандидатам (коллективам) на присуждение Государственной премии член Комитета имеет право голосовать за одного кандидата (коллектив) в каждой номинации.
  - В случае если в результате голосования ни один кандидат (коллектив) не набрал две трети голосов членов Комитета, принявших участие в голосовании, Комитет проводит повторные обсуждения и тайное голосование по таким кандидатам (коллективам).
  - Если по результатам повторного тайного голосования ни один кандидат не набрал две трети голосов членов Комитета, принявших участие в голосовании, Комитет принимает решение о невнесении Президенту Украины предложения о присуждении Государственной премии по соответствующей номинации.
- Государственная премия присуждается гражданину один раз в течение жизни. Присуждение Государственной премии посмертно не производится.
- Гражданину, удостоенному Государственной премии, присваивается звание лауреата Государственной премии и вручаются Диплом и Почётный Знак лауреата государственной премии. Описания Диплома и Почётного знака лауреата Государственной премии утверждаются Президентом Украины.
- Лауреатам Государственной премии выплачивается денежная часть премии в размере, определяемом ежегодно Президентом Украины по предложению Комитета по Государственной премии Украины в области образования. При награждении Государственной премией коллектива Диплом и Почётный знак выдаются каждому лауреату, а денежная часть премии делится между ними поровну.
- Указ Президента Украины о присуждении Государственной премии обнародуется в средствах массовой информации до 1 октября текущего года.

## Описание Почётного знака лауреата премии
- Почётный знак лауреата Государственной премии Украины в области образования изготавливается из серебра и имеет форму круглой медали диаметром 32 мм с декоративной колодкой размером 26×24 мм.
- На аверсе медали содержится изображение развёрнутого свитка с наложенной на него лавровой ветвью. Изображение помещено в круглый эмалевый медальон тёмно-синего цвета. На медальоне надписи по кругу: в верхней части — «Государственная премия Украины», в нижней — «в области образования». Медальон обрамлён изображением лаврового венка с пятью перетяжками.
- Все изображения и надписи рельефные. Изображение лаврового венка, перетяжки, надписи и лавровая ветвь позолочены.
- На реверсе медали по окружности надпись: «Лауреат Государственной премии Украины в области образования», в центре — год присуждения премии.
- Медаль при помощи кольца с ушком соединяется с прямоугольной колодкой, обтянутой шёлковой муаровой лентой с двумя равновеликими горизонтальными полосками синего и жёлтого цветов. В центре колодки размещено изображение малого Государственного Герба Украины.
- Нижняя и верхняя части колодки украшены изображениями лавровой ветви с волютами на концах. Ветка в нижней части колодки с перетяжкой в центре.
- На оборотной стороне колодки — застёжка для прикрепления Почётного знака к одежде.

## См.также
Награды Украины